# Nicklas Svendsen
Nicklas Svendsen (Kopenhagen, 11 december 1986) is een Deense voetballer die onder contract staat bij BK Frem. Hij speelde voorheen bij de jeugd van FC Købnhávn (FC Kopenhagen) en RKC Waalwijk.
In februari 2009 verruilde Svendsen RKC Waalwijk voor BK Frem.

## Clubstatistieken
| Seizoen | Club         | Duels | Goals | Competitie     |
| ------- | ------------ | ----- | ----- | -------------- |
| 2007/08 | RKC Waalwijk | 17    | 1     | Eerste Divisie |
| 2008/09 | RKC Waalwijk | 0     | 0     | Eerste Divisie |
| 2008/09 | BK Frem      | 0     | 0     | Denemarken     |
| 2009/10 | HB Køge      | 5     | 0     | Denemarken     |
| Totaal  | Totaal       | 22    | 1     |                |